# Rilakkuma

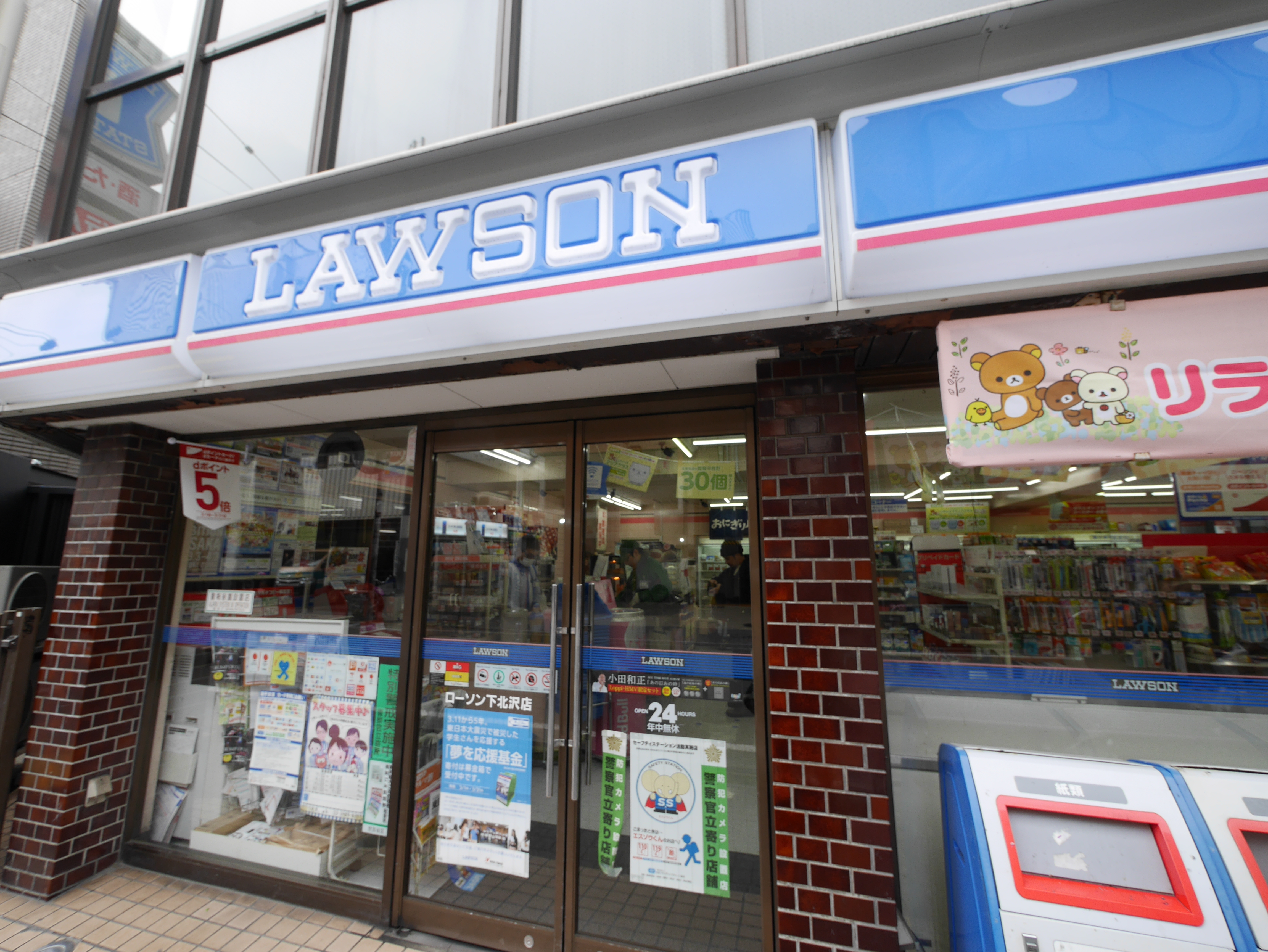
1 Chome Kitazawa, Setagaya-ku, Tōkyō-to 155-0031, Japan

 (juillet 2021).
Si vous disposez d'ouvrages ou d'articles de référence ou si vous connaissez des sites web de qualité traitant du thème abordé ici, merci de compléter l'article en donnant les références utiles à sa vérifiabilité et en les liant à la section « Notes et références ».
Rilakkuma (リラックマ, Rirakkuma, une combination de la prononciation japonaise de relax et du mot japonais pour ours) est un personnage d'ours en peluche, qui fait partie des nombreux personnages créés par la société japonaise San-X. Il fut inventé en 2003 par la designer Aki Kondo.

## Aperçu
Rilakkuma est un ours en peluche marron simple, à la bouche en triangle et aux yeux ronds (comme Hello Kitty). Sa nature d'ours en peluche est soulignée par la fermeture éclair qu'il porte dans le dos, révélant souvent son rembourrage blanc à pois bleus ; il semble même pouvoir enlever lui-même son enveloppe de peluche (dit « Kigurumi » en japonais) et en changer à volonté. C'est un personnage mignon, « Kawaii ».
On dépeint généralement la vie quotidienne de Rilakkuma. De temps en temps, il part pour de petits voyages. Les destinations sont souvent des endroits où les Japonais aiment ou rêvent d’aller : les bains au thermaux, Hawaï, Paris et même l’espace.
Rilakkuma est toujours accompagné de Korilakkuma (une sorte de version de lui en plus petit), et par son ami le poussin Kiiroitori.
Initialement, il épelle parfois son nom « Relaxuma » en alphabet latin, au lieu de Rilakkuma. Maintenant, ce dernier est officiellement utilisé et enregistré comme la marque déposée.

## Les personnages principaux

### Rilakkuma
Rilakkuma apparut un jour mystérieusement dans l'appartement d'une jeune femme nommée Kaoru : il avait manifestement décidé d'élire domicile ici, pour s'y reposer à longueur de journée pendant que Kaoru travaillait dur. Son identité est inconnue. Personne ne connaît ce qui se cache en-dessous de son enveloppe de peluche. Rilakkuma n’a pas d’âge. Sa taille est de 165 cm. Il supporte difficilement les chaleurs estivales.
Il porte de temps en temps d'autres enveloppes de peluche (Kigurumi) en plus de celle d’ours : par exemple chat, lapin, agneau et veau. Rilakkuma achète ses enveloppes lui-même, et en prend soin. Il les lave et les sèche. Toutefois, savoir si sa tête est également une enveloppe ou non reste un mystère. Le matin, au réveil, il trouve parfois un mauvais pli sur son oreille. 
Ses aliments préférés sont le dango, les pancakes, l'omelette au riz et le pudding. Il aime utiliser l'oreiller jaune de Kaoru. Rilakkuma est surtout un grand fainéant : il est systématiquement présenté dans des poses paresseuses et languissantes, que ce soit en train de dormir, de regarder la télévision, de faire la sieste, d'écouter la musique, de s'étirer, de prendre son bain. Il incarne ainsi une sorte d'idéal de l'oisiveté.
En général, Rilakkuma parle très poliment. Il utilise le Keigo (le système de politesse en japonais) quand il parle à Kaoru, Kiiroitori et Korilakkuma. Il s’exprime de la même manière quand il se parle aussi à lui-même. Comme à la première personne, Rilakkuma utilise « watashi » (un pronom japonais qui est équivalent à un « je » plus courtois). Il est expressif, mais son visage ne montre jamais la colère.

### Korilakkuma
Korilakkuma est un personnage d'ours en peluche blanc. Il apparut aussi un jour mystérieusement dans l'appartement de Kaoru. Kiiroitori l’a nommé Korilakkuma parce qu’il ressemble à un petit Rilakkuma (« ko » signifie « enfant » en japonais). Contrairement à Rilakkuma, Korilakkuma est très énergique et espiègle.
Quand il est arrivé chez Kaoru, Rilakkuma lui a demandé « d’où viens-tu ? » : les deux ours en peluche ignoraient donc l’existence de l’un et l’autre.
Le sexe de Korilakkuma est souvent objet de débat. Son apparence, particulièrement ses couleurs (rose et blanc), sont évoquées comme une preuve qu’il serait une ourse femelle. Toutefois, San-X ne donne pas d’explicitation définitive sur ce point.
Korilakkuma a un bouton rouge attaché sur sa poitrine, qui suggère le fait qu’il n’est pas un vrai ours. À la différence de Rilakkuma, il n’a pas de fermeture dans son dos. Ses aliments préférés sont les fraises, les pommes et les cerises. Il peut reconnaître la saveur des fraises par son seul odorat. Korilakkuma aime écouter de la musique à haut volume. Il danse de temps en temps.
Korilakkuma parle rarement, mais il semble comprendre ce que Rilakkuma lui dit. Il imite souvent ce dont Rilakkuma parle.

### Kiiroitori
Kiiroitori est un poussin. Son nom signifie un ‘oiseau jaune’ en japonais. Il est l’animal domestique de Kaoru, auparavant enfermé dans une cage. Après l’arrivée des deux ours, Kiiroitori en est sorti librement. Contrairement aux ours en peluche, il est très strict et aime la propreté. Il gronde souvent Rilakkuma et Korilakkuma pour leur comportement paresseux et espiègle. Il fuit et se cache du chien et du chat parce qu’il en a un peu peur.
Kiiroitori joue souvent avec Rilakkuma et Korilakkuma. Il prétend qu’il peut voler. Toutefois, il ne fait que courir. En 2011, quand il a porté l’enveloppe de peluche d’abeille, il a finalement volé.
Ses passe-temps favoris sont le ménage et la collection de pièces de monnaie. Pendant qu’il fait le ménage chez Kaoru, il découvre des pièces de monnaie de temps en temps. En plus de cela, Kaoru lui donne de l’argent de poche. Un jour, alors qu’il nettoyait la maison comme d’habitude, Kiiroitori avait trouvé une pièce de monnaie de 500 JPY posée avec une lettre disant ‘merci pour tout ce que tu fais’. Il avait été touché et avait pleuré. Il a fait briller cette pièce en prononçant le nom de Kaoru.

### Kaoru-san
Kaoru-san (‘san’ est la marque de politesse de base en japonais) est une femme de 25 ans qui travaille dans un bureau à Tokyo. Elle n’est jamais représentée dans les contes ni dans les produits dérivés de la marque. Toutefois, on devine quelquefois sa présence, notamment lors qu’elle réprimande le comportement de Rilakkuma.
Initialement incommodée par la visite mystérieuse des ours en peluche, elle a finalement été attendrie par les deux personnages et en a pris soin. Kaoru a fait des progrès pour cuisiner les œufs grâce à Rilakkuma. Elle est adroite de ses mains au point de fabriquer des enveloppes pour les ours et Kiiroitori. 

## Historique
L'entreprise San-X contraint ses designers à créer au moins un nouveau personnage kawaii par mois. L'une d'entre eux, Aki Kondo (qui fut également la créatrice d’Okutan), avait regardé une émission de télévision sur les chiens. Elle en avait ressenti le désir de posséder un animal de compagnie parce qu'à ce moment-là elle était particulièrement prise par son travail et rêvait d'une vie plus « relax » : Rilakkuma fut l'incarnation de son souhait.
Rilakkuma fit sa première apparition dans une série de livres d'images appelés Rilakkuma Seikatsu produit par San-X, mais sa célébrité s'est surtout affirmée à travers les peluches commercialisées à son effigie.
Rilakkuma fut rapidement adopté par le public japonais, et décliné dans toutes sortes d'objets dérivés, des stickers aux fournitures scolaires ou de bureau en passant, bien sûr, par les peluches.
En juillet 2009, Bandai a sorti une édition exclusive d'ordinateurs portables à thème Rilakkuma.

## Accueil populaire
Rilakkuma (ainsi que Tarepanda un autre personnage San-X), a été décrit comme un « succès phénoménal au Japon » par le New York Times. En mai 2010, Rilakkuma est classé comme le cinquième personnage le plus populaire au Japon dans une enquête de la Character Databank.

### Livres d'images
- Rilakkuma Seikatsu - Daradara Mainichi no Susume (Aki Kondou, mars 2004)
- Dararan Biyori - Rilakkuma Seikatsu 2 (Aki Kondou, novembre 2004)
- Tori Dayori - Rilakkuma Seikatsu 3 (Aki Kondou, mai 2005)
- Kuma Goyomi - Rilakkuma Seikatsu 4 (Aki Kondou, septembre 2006)
- Utatane Kibun - Rilakkuma Seikatsu 5 (Aki Kondou, septembre 2007)
- Bonyari Kinenbi - Rilakkuma Seikatsu 6 (Aki Kondou, août 2008)
- Yanwari Jozu - Rilakkuma Seikatsu 7 (Aki Kondou, octobre 2010)

### Jeux vidéo
- Rilakkuma na Mainichi (Imagineer, Game Boy Advance, avril 2005)
- Rilakkuma: Ojamashitemasu 2 Shuukan (Interchannel, PlayStation 2, septembre 2005)
- Watashi no Rilakkuma (Rocket Company, Nintendo DS, avril 2007)
- Chokkan Asonde Rilakkuma (Smilesoft, Nintendo DS, septembre 2008)
- Rilakkuma Minna de Goyururi Seikatsu (MTO, Wii, mars 2009)
- Rilakkuma Rhythm: Mattari Kibun de Da Run Run Run (Rocket Company, Nintendo DS, décembre 2009)
- Norinori Rilakkuma Hit Song Ongaku (Smilesoft, Nintendo DS, décembre 2010)
- Rilakkuma Solitaire (Imagineer, iOS, juillet 2011)
- Neratte! Tobashite! Rilakkuma GuraGura Sweets Tower (Rocket Company, Nintendo 3DS, décembre 2012)
- Rilakkuma Nakayoshi Collection (Rocket Company, Nintendo 3DS, décembre 2014)

### Séries
- Rilakkuma et Kaoru (Netflix, 2019)
- Les Aventures de Rilakkuma au parc d'attractions (Netflix, 2022)